# Dinopsyllus hanneyi
Dinopsyllus hanneyi är en loppart som beskrevs av Smit 1964. Dinopsyllus hanneyi ingår i släktet Dinopsyllus och familjen mullvadsloppor. Inga underarter finns listade i Catalogue of Life.